# エフエム山口の県政・市政番組
エフエム山口の県政・市政番組（エフエムやまぐちのけんせい・しせいばんぐみ）では、エフエム山口が放送している、県または市からのお知らせを放送する番組について説明する。
なお、いずれの番組も、公務納めから公務初めの12月29日～1月3日は休止となる。

## FM県民ダイアリー
FM県民ダイアリー（エフエムけんみんダイアリー）は、エフエム山口自社製作の県政情報番組。パーソナリティは新井道子アナウンサー。2023年2月3日放送分までは水谷寛アナウンサーが務めていた。山口県からのお知らせや文化･イベント情報、健康福祉情報などを発信している。放送時間は月曜 - 金曜が18:10 - 18:15（COZINESS／はっぴーはっぴーフライデーに内包）。ちなみに、元日はこの時間に「山口県知事新春挨拶」を放送する。
月曜：（奇数週）山口県からのお知らせ／（偶数週）山口県消費生活センターより悪質商法などの対処法
火曜：文化・イベント情報
水曜：交通安全一口メモ、山口県からのお知らせ
木曜：山口県からのお知らせ
金曜：観光・イベント情報
以前は週末にも放送され、日曜は一時期「FM県民ダイアリー やまぐちGet on time」（エフエムけんみんダイアリー ゲットオンタイム。担当は鈴木晶久元アナウンサー）として放送されていた。
期間は不明だが、長きにわたって12:55から放送されていた（やまぐちGet on timeは13:55）。

12:55の枠では現在、（月～金）名言3・6・5、（土）JFNニュースが放送されている。

## 情報BOX 山口
情報BOX 山口（じょうほうボックス やまぐち）は山口県からのお知らせを放送する県政ミニ（1分）番組。タイムテーブルへの掲載はない。担当は新井道子アナウンサー。2023年2月3日放送分までは水谷寛アナウンサーが務めていた。放送時間は、月曜～金曜の7:38～7:39頃。、時期は不明だが以前は月水金の17:29～17:30にも放送されていた。休止時の代替番組はなくCMが放送される

## シティ・インフォメーション
シティ・インフォメーションは市からのお知らせを放送する市政番組。放送時間は月・木・金の9:25～9:30（FMY DayColorsに内包）で、曜日割当は月金が山口市、木が下関市となっている。パーソナリティは内包するワイド番組のパーソナリティが担当する。
かつては火に小野田市、水に防府市、土に宇部市の情報を放送していた。また、下関市は日曜だった。

## 共に輝く明日へ
共に輝く明日へ（ともにかがやくあしたへ）は人権啓発番組。人権に関するミニラジオドラマや人権に関する情報を発信する5分番組で、2004年度から放送を始めた。2006年度は、木曜の14:35、金曜の20:55、日曜の15:55にそれぞれ放送。木曜は本放送、他は再放送。

## その他の県政市政番組
テレビ放送では、この後に「山口県からのお知らせ」を挿入する。
山口放送
テレビ
- 県民アワー→元気です!やまぐち→イキイキ!山口→元気創出!やまぐち（県）
- しものせき21（下関市）

ラジオ
- ワンポイント県政(県)

テレビ山口
- 県民のひろば→ぐっと!やまぐち→じゃんぷ!山口→大好き!やまぐち（県）
- 私たちのまち山口（山口市）

山口朝日放送
- わくわく山口→教えて!リカちゃん→イキイキ!山口（県）